# Guido Masetti
Guido Masetti (Verona, 22 novembre 1907 – Roma, 27 novembre 1993) è stato un allenatore di calcio e calciatore italiano, di ruolo portiere. Campione del Mondo con la Nazionale italiana nel 1934 e nel 1938. 
Nel luglio 2015 viene inserito nella hall of fame dell'AS Roma.

## Carriera

### Giocatore

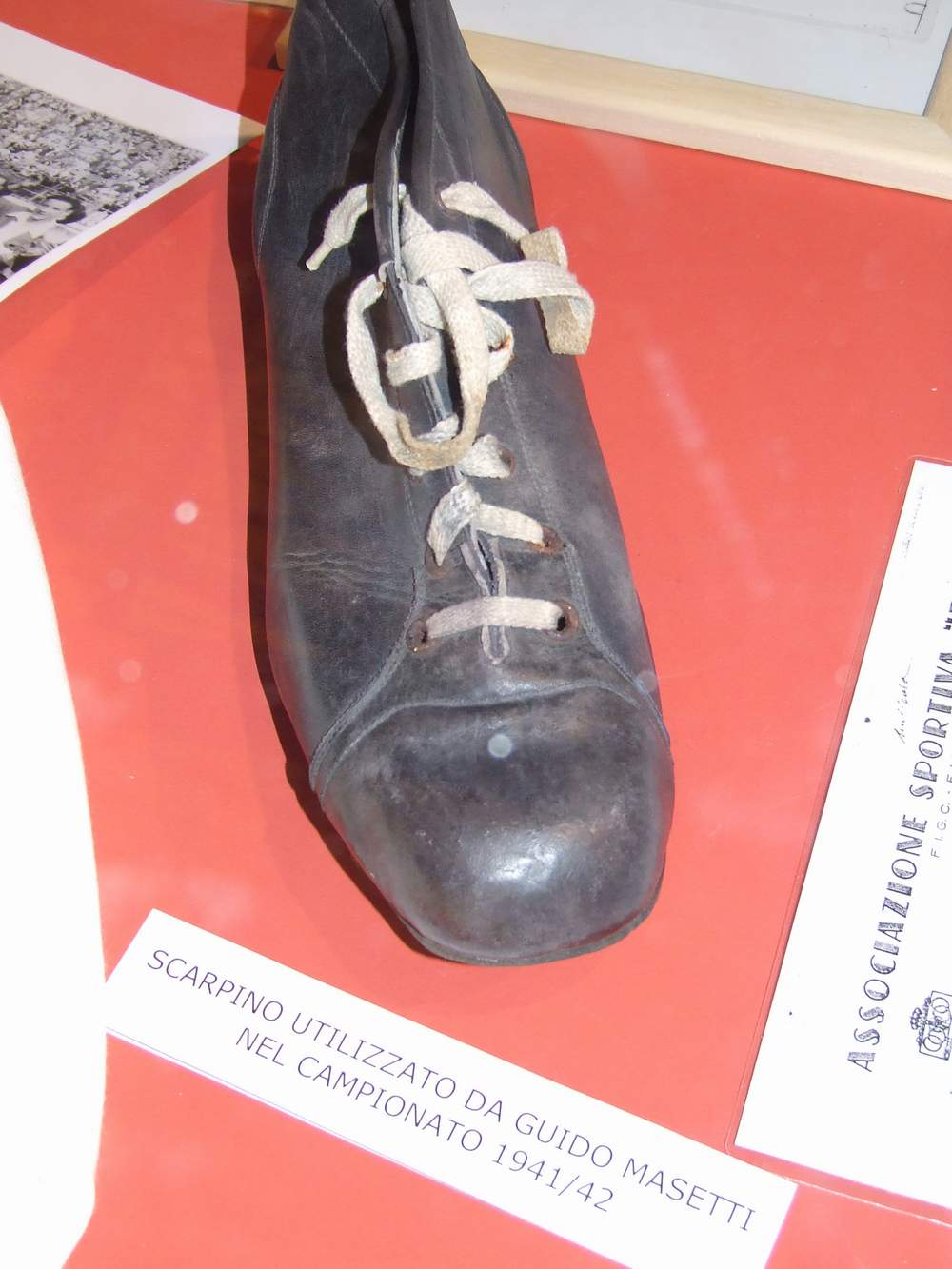
Lo scarpino indossato da Masetti nel 1941-1942, stagione del primo scudetto giallorosso

#### Club

Masetti in azione

Iniziò la sua carriera nel Verona, squadra della sua città natale, inizialmente come centrocampista e poi come portiere.
Dopo aver compiuto il servizio militare, però, Masetti trova il suo vecchio posto occupato e rimane disoccupato. Arriva la chiamata della Roma per un provino, venendo però bocciato dall'allenatore Herbert Burgess; ciò nonostante, i dirigenti giallorossi decidono di sorvolare sul giudizio del tecnico inglese e gli offrono comunque un contratto. Passò dunque ai capitolini nella stagione 1930-1931, e con questi esordì in Serie A il 28 settembre 1930 in una gara terminata 1-1 sul campo del Modena.
Dotato di un carattere esuberante e allegro, famoso per i suoi scherzi, veniva considerato uno degli elementi fondamentali della squadra romanista, della quale fu anche il capitano. Si segnalò più volte per la sua grande abnegazione alla causa giallorossa, come quando arrivò a giocare il derby del 18 ottobre 1936 con una spalla lussata, cosa che non impedì ai suoi di vincere 3-1; nella circostanza, il compagno di squadra Fulvio Bernardini gli disse: “Meglio tu con una mano sola che chiunque altro”.
Giocò 339 partite con la maglia della Roma, diventando uno dei fedelissimi della squadra capitolina con la quale si laureò campione d'Italia nella stagione 1941-1942 all'età di 34 anni, quando ormai era giunto alla fine della sua carriera agonistica, comunque ancora tra i migliori in campo; la sua carriera terminò definitivamente il 18 febbraio 1943.
Nella classifica dei derby di Roma vinti, si trova in quarta posizione con 10 vittorie, avendo davanti a se solo Francesco Totti, Daniele De Rossi e Fulvio Bernardini, rispettivamente con 15 a testa i primi due e 11.

#### Nazionale
Fu il terzo portiere della nazionale italiana al campionato del mondo 1934, dietro a Gianpiero Combi e Giuseppe Cavanna, e al campionato del mondo 1938, dietro a Aldo Olivieri e Carlo Ceresoli, laureandosi in entrambe le occasioni campione del mondo senza giocare nemmeno un incontro delle due competizioni. In tutta la sua carriera in azzurro giocò due partite, entrambe contro la nazionale svizzera.
Masetti è uno dei 4 calciatori italiani. insieme a Eraldo Monzeglio, Giovanni Ferrari e Giuseppe Meazza, a riuscire a vincere 2 edizioni del Campionato mondiale di calcio.

### Allenatore
Come tecnico Masetti non ebbe molte fortune: fu giocatore-allenatore della Roma per metà stagione nel 1943 e poi allenò i giallorossi durante il periodo di guerra per due stagioni, vincendo il Campionato Romano. Ricominciato il campionato italiano, Masetti si trasferì a Gubbio, vincendo il campionato di Serie C 1946-1947 e risultando determinante nella prima, storica promozione in Serie B della squadra umbra.
Ritornò alla Roma nella stagione 1950-1951, cercando di salvare la squadra dalla retrocessione nella Serie B ma senza riuscirci. Allenò nella stagione seguente il Palermo sostituendo l'esonerato Remo Galli. Passò alla Reggiana nel 1952-1953. Nel 1955 andò ad allenare il Colleferro. Allenò per l'ultima volta la Roma per un breve periodo, durante la tribolata annata del 1956-1957. Per alcune stagioni allenò la Romulea.

### Dopo il ritiro
Come una sorta di talismano portafortuna, la dirigenza della Roma decise di portare Masetti in trasferta per assistere la squadra giallorossa nella partita di Marassi contro il Genoa dell'8 maggio 1983 (1-1), decisiva per la vittoria di quello che sarà il secondo scudetto giallorosso.

## Statistiche

### Presenze e reti nei club
| Stagione        | Squadra         | Campionato | Campionato | Campionato | Coppe nazionali | Coppe nazionali | Coppe nazionali | Coppe continentali | Coppe continentali | Coppe continentali | Totale | Totale |
| Stagione        | Squadra         | Comp       | Pres       | Reti       | Comp            | Pres            | Reti            | Comp               | Pres               | Reti               | Pres   | Reti   |
| --------------- | --------------- | ---------- | ---------- | ---------- | --------------- | --------------- | --------------- | ------------------ | ------------------ | ------------------ | ------ | ------ |
| 1926-1927       | Verona          | DN         | 18         | −35        | CI + CC         | 2 + 8           | -1 + -19        | -                  | -                  | -                  | 28     | -55    |
| 1927-1928       | Verona          | DN         | 8          | −21        | -               | -               | -               | -                  | -                  | -                  | 8      | -21    |
| 1928-1929       | Verona          | DN         | 22         | −48        | -               | -               | -               | -                  | -                  | -                  | 22     | -48    |
| Totale Verona   | Totale Verona   |            | 48         | −104       |                 | 10              | -20             |                    | -                  | -                  | 58     | -124   |
| 1930-1931       | Roma            | A          | 32         | −28        | -               | -               | -               | -                  | -                  | -                  | 32     | -28    |
| 1931-1932       | Roma            | A          | 33         | −40        | -               | -               | -               | CEC                | 4                  | -8                 | 37     | -48    |
| 1932-1933       | Roma            | A          | 33         | −35        | -               | -               | -               | -                  | -                  | -                  | 33     | -35    |
| 1933-1934       | Roma            | A          | 34         | −32        | -               | -               | -               | -                  | -                  | -                  | 34     | -32    |
| 1934-1935       | Roma            | A          | 29         | −36        | -               | -               | -               | -                  | -                  | -                  | 29     | -36    |
| 1935-1936       | Roma            | A          | 30         | −20        | CI              | 2               | -2              | CEC                | 2                  | -9                 | 34     | -31    |
| 1936-1937       | Roma            | A          | 21         | −30        | CI              | 1               | -1              | CEC                | 1                  | -1                 | 23     | -32    |
| 1937-1938       | Roma            | A          | 21         | −19        | CI              | 2               | -5              | -                  | -                  | -                  | 23     | -24    |
| 1938-1939       | Roma            | A          | 24         | −29        | CI              | 2               | -1              | -                  | -                  | -                  | 26     | -30    |
| 1939-1940       | Roma            | A          | 24         | −27        | CI              | 1               | -1              | -                  | -                  | -                  | 25     | -28    |
| 1940-1941       | Roma            | A          | 15         | −17        | CI              | 8               | -10             | -                  | -                  | -                  | 23     | -27    |
| 1941-1942       | Roma            | A          | 29         | −21        | CI              | 1               | -1              | -                  | -                  | -                  | 30     | -22    |
| 1942-1943       | Roma            | A          | 13         | −24        | CI              | 2               | -1              | -                  | -                  | -                  | 15     | -25    |
| Totale Roma     | Totale Roma     |            | 338        | −358       |                 | 19              | -22             |                    | 7                  | -18                | 364    | -398   |
| Totale carriera | Totale carriera |            | 386        | −462       |                 | 29              | -42             |                    | 7                  | -18                | 422    | -514   |

### Cronologia presenze e reti in nazionale
| Cronologia completa delle presenze e delle reti in nazionale ― Italia | Cronologia completa delle presenze e delle reti in nazionale ― Italia | Cronologia completa delle presenze e delle reti in nazionale ― Italia | Cronologia completa delle presenze e delle reti in nazionale ― Italia | Cronologia completa delle presenze e delle reti in nazionale ― Italia | Cronologia completa delle presenze e delle reti in nazionale ― Italia | Cronologia completa delle presenze e delle reti in nazionale ― Italia | Cronologia completa delle presenze e delle reti in nazionale ― Italia |
| Data                                                                  | Città                                                                 | In casa                                                               | Risultato                                                             | Ospiti                                                                | Competizione                                                          | Reti                                                                  | Note                                                                  |
| --------------------------------------------------------------------- | --------------------------------------------------------------------- | --------------------------------------------------------------------- | --------------------------------------------------------------------- | --------------------------------------------------------------------- | --------------------------------------------------------------------- | --------------------------------------------------------------------- | --------------------------------------------------------------------- |
| 5-4-1936                                                              | Zurigo                                                                | Svizzera                                                              | 1 – 2                                                                 | Italia                                                                | Amichevole                                                            | −1                                                                    |                                                                       |
| 12-11-1939                                                            | Zurigo                                                                | Svizzera                                                              | 3 – 1                                                                 | Italia                                                                | Amichevole                                                            | −3                                                                    |                                                                       |
| Totale                                                                |                                                                       | Presenze                                                              | 2                                                                     |                                                                       | Reti                                                                  | −4                                                                    |                                                                       |

### Statistiche da allenatore
In grassetto le competizioni vinte.
| Stagione        | Squadra         | Campionato      | Campionato | Campionato | Campionato | Campionato | Totale | Totale | Totale | Totale | % Vittorie | Piazzamento |
| Stagione        | Squadra         | Comp            | G          | V          | N          | P          | G      | V      | N      | P      | %          | Piazzamento |
| --------------- | --------------- | --------------- | ---------- | ---------- | ---------- | ---------- | ------ | ------ | ------ | ------ | ---------- | ----------- |
| 1940-1941       | Colleferro      | 1ª Div. Lazio   | 7          | 3          | 4          | 0          | 7      | 3      | 4      | 0      | 42,86      | 3º          |
| 1954-1955       | Colleferro      | IV              | 34         | 25         | 4          | 5          | 34     | 25     | 4      | 5      | 73,53      | 1º          |
| 1955-1956       | Colleferro      | C               | 34         | 8          | 15         | 11         | 34     | 8      | 15     | 11     | 23,53      | 15º         |
| Totale carriera | Totale carriera | Totale carriera | 75         | 36         | 23         | 16         | 75     | 36     | 23     | 16     | 48,00      |             |

## Palmarès

### Giocatore

#### Club
- Campionato italiano: 1

Roma: 1941-1942

#### Nazionale
- Campionato mondiale: 2

Italia 1934, Francia 1938

### Allenatore

#### Competizioni nazionali
- Campionato italiano Serie C: 1

Gubbio: 1946-1947 (girone B)
- Scudetto Dilettanti: 1

Colleferro: 1954-1955

#### Competizioni giovanili
- Torneo Internazionale Sanremo: 1

Roma: 1957